# 細江 (宮崎市)
細江（ほそえ）とは、宮崎県宮崎市内の地名。正式には「宮崎市大字細江」の表記となる。生目地域自治区に属している。郵便番号は平和地区が889-1716、その他が880-2116。

## 地理
宮崎市の旧市域東部、生目地域自治区に属する。大部分が山地であり、居住区域は狭い。
北を大字長嶺・大字浮田、東を大字生目・古城町、南を清武町船引・田野町乙、西を高岡町上倉永と接する。

## 歴史
- 1889年（明治22年）5月1日 - 町村制の施行により、宮崎郡浮田村・生目村・細江村・長嶺村・跡江村・富吉村・柏原村・小松村の区域をもって生目村が発足。
- 1963年（昭和38年）4月1日 - 宮崎市が生目村を編入。大字細江が成立。
- 2006年（平成18年）1月1日 - 旧・生目村の大部分が生目地域自治区となる。

## 世帯数と人口
2023年（令和5年）8月1日現在の世帯数と人口は以下の通りである。
| 町丁     | 世帯数  | 人口   |
| -------- | ------- | ------ |
| 大字細江 | 563世帯 | 1091人 |

## 小・中学校の学区
市立小・中学校に通う場合、学区は以下の通りとなる。
| 町名     | 小学校             | 中学校             |
| -------- | ------------------ | ------------------ |
| 大字細江 | 宮崎市立生目小学校 | 宮崎市立生目中学校 |

## 交通

### バス
宮交グループの運営するバスが営業している。

### 道路
- 宮崎県道13号高岡郡司分線

## 施設
- 細江メガソーラー発電所